# غوستافو (لاعب كرة قدم مواليد 1982)
غوستافو (بالبرتغالية: Gustavo Franchin Schiavolin‏) هو لاعب كرة قدم برازيلي في مركزي الدفاع وقلب الدفاع، ولد في 19 فبراير 1982 في كامبيناس في البرازيل. لعب مع أتلتيكو باراناينسي وبوتافوغو ريغاتاس وجمعية بورتوغيزا الرياضية ودينامو موسكو وشالكه 04 وكينغداو جونون وليفسكي صوفيا ونادي بارانا ونادي بالميراس ونادي باهيا ونادي بونتي بريتا ونادي سي آر بي ونادي غواراني ونادي غوياس ونادي فاسكو دا غاما ونادي كروزيرو ونادي ليتشي.

## وصلات خارجية
- غوستافو (لاعب كرة قدم مواليد 1982) على موقع قاعدة بيانات كرة القدم.إي يو (الإنجليزية)
- غوستافو (لاعب كرة قدم مواليد 1982) على موقع Soccerway.com (الإنجليزية)
- غوستافو (لاعب كرة قدم مواليد 1982) على موقع عالم كرة القدم.نت (الإنجليزية)